# Diaphus coeruleus
Diaphus coeruleus és una espècie de peix de la família dels mictòfids i de l'ordre dels mictofiformes.

## Morfologia
- Els mascles poden assolir 13,7 cm de longitud total.[4][5]

## Depredadors
Al Japó és depredat per Synagrops japonicus, Caelorinchus smithi, Congriscus megastomus, Diaphus coeruleus i Neoscopelus macrolepidotus.

## Hàbitat
És un peix marí i d'aigües profundes que viu entre 457-549 m de fondària.

## Distribució geogràfica
Es troba al Mar Roig i la Mar d'Andaman, Papua Nova Guinea, Indonèsia, Taiwan, les Illes Chesterfield, Austràlia i el Mar de la Xina Meridional.